# アルギニン
アルギニン (arginine) は天然に存在するアミノ酸のひとつ。2-アミノ-5-グアニジノペンタン酸（2-アミノ-5-グアニジノ吉草酸）のこと。略号は R あるいは Arg。英語発音に基づき、アージニンともいう。非必須アミノ酸。

## 性質
荷電極性側鎖アミノ酸。塩基性アミノ酸の一種で、蛋白質を構成するアミノ酸としては最も塩基性が高い。
非必須アミノ酸ではあるが、成長期には摂取が必要。糖原性を持つ。
尿素回路の中間体であり、投与によりアンモニアの生体内解毒を助ける。尿素回路内で、アルギナーゼ (EC 3.5.3.1) によりオルニチンと尿素に分解される。アルギナーゼの欠損により高アルギニン血症になる。
条件付必須アミノ酸の1つ。外傷・褥瘡・感染などの侵襲下においては、充分な補給が望ましいとされる。免疫反応の活性化、細胞増殖を促進し、コラーゲン生成促進などにより、創傷や褥瘡の治癒を促す。

## 存在
ヒストンやプロタミンといった、核蛋白質での含量が高く、魚類プロタミンでは全体の3分の2がアルギニンになっている。食物では、肉類、ナッツ、大豆、玄米、レーズン、エビ、牛乳などに多く含まれる。

## 生合成
クエン酸回路のケトグルタル酸からアルギニンの生合成が始まる。ケトグルタル酸からグルタミン酸が合成され、N-アセチルグルタメートに変換され、この物質がN-アセチルグルタメートキナーゼによりN-アセチルグルタメートリン酸へと変換される。次に、N-アセチルグルタメートリン酸はオルニチンに変換され、オルニチントランスカルバミラーゼによりシトルリンに変換された後、アルギニンとなる。
アルギニンは体内での代謝過程で一酸化窒素（NO）を産生する。NOが産生されると血管は拡張し、血液循環を促進する。NO産生による血流改善により、動脈硬化の予防・改善、神経系・免疫系への作用が示唆されている。

## 安全性
比較的安全な物質と考えられる。
NOAEL
動物 経口 3,131 mg/kg bw/day
OSL (Observed Safety Level)
ヒト 経口 20g/day 